# Leioproctus chalybeatus
Leioproctus chalybeatus là một loài Hymenoptera trong họ Colletidae. Loài này được Erichson mô tả khoa học năm 1841.